# Premiership Rugby 2009-2010
Premiership Rugby 2009-10 fu il 23º campionato nazionale inglese di rugby a 15 di prima divisione.
Si tenne dal 4 settembre 2009 al 29 maggio 2010 tra 12 squadre, che si incontrarono nella stagione regolare a girone unico che designò le quattro contendenti ai play-off per il titolo finale.
Per l'ultima stagione il torneo fu noto anche come Guinness Premiership in quanto l'accordo di naming stipulato ad aprile 2005 con il birrificio irlandese Guinness giunse al termine e non fu rinnovato.
Leicester, alla sua sesta finale consecutiva, batté Saracens – al contrario esordiente assoluto nella gara decisiva per il titolo – conquistando così il suo nono campionato.
Dopo 6 stagioni consecutive in prima divisione, a retrocedere in Championship fu Worcester, condannato alla discesa da una sconfitta contro Leeds, avversario di turno per la salvezza.
Il valore delle marcature, come stabilito dall’IRFB nel 1992, era: 5 punti per ciascuna meta (7 se trasformata), 3 punti per la realizzazione di ciascun calcio piazzato, idem per il drop.

## Squadre partecipanti
- Bath
- Gloucester
- Harlequins (Londra)
- Leeds Carnegie
- Leicester
- London Irish (Londra)
- London Wasps (Londra)
- Newcastle (Newcastle upon Tyne)
- Northampton
- Sale Sharks (Sale)
- Saracens (Londra)
- Worcester

## Stagione regolare

### Risultati
|            | 1ª giornata                |       |
| ---------- | -------------------------- | ----- |
| 4-9-2009   | Sale Sharks – Leicester    | 15-12 |
| 5-9-2009   | Saracens – London Irish    | 18-14 |
| 5-9-2009   | Wasps – Harlequins         | 26-15 |
| 6-9-2009   | Northampton – Worcester    | 20-17 |
| 6-9-2009   | Leeds – Newcastle          | 9-9   |
| 6-9-2009   | Gloucester – Bath          | 24-5  |
|            |                            |       |
|            | 4ª giornata                |       |
| 25-9-2009  | Newcastle – Harlequins     | 17-17 |
| 26-9-2009  | Northampton – Leeds        | 30-10 |
| 26-9-2009  | Worcester – Sale Sharks    | 24-18 |
| 26-9-2009  | Bath – Leicester           | 20-20 |
| 27-9-2009  | London Irish – Wasps       | 28-16 |
| 27-9-2009  | Saracens – Gloucester      | 19-16 |
|            |                            |       |
|            | 7ª giornata                |       |
| 30-10-2009 | Sale Sharks – Gloucester   | 28-23 |
| 31-10-2009 | Bath – Saracens            | 11-12 |
| 31-10-2009 | Harlequins – London Irish  | 9-9   |
| 31-10-2009 | Leicester – Northampton    | 29-15 |
| 1-11-2009  | Wasps – Leeds              | 9-15  |
| 1-11-2009  | Newcastle – Worcester      | 14-3  |
|            |                            |       |
|            | 10ª giornata               |       |
| 4-12-2009  | Leeds – Harlequins         | 27-30 |
| 5-12-2009  | Gloucester – Newcastle     | 25-13 |
| 5-12-2009  | London Irish – Worcester   | 16-16 |
| 5-12-2009  | Northampton – Bath         | 15-13 |
| 5-12-2009  | Saracens – Sale Sharks     | 15-13 |
| 6-12-2009  | Wasps – Leicester          | 24-22 |
|            |                            |       |
|            | 13ª giornata               |       |
| 9-1-2010   | Leicester – Wasps          | 34-8  |
| 31-3-2010  | Newcastle – Gloucester     | 25-13 |
| 9-4-2010   | Sale Sharks – Saracens     | 19-30 |
| 10-4-2010  | Harlequins – Leeds         | 46-11 |
| 10-4-2010  | Worcester – London Irish   | 13-23 |
| 20-4-2010  | Bath – Northampton         | 21-20 |
|            |                            |       |
|            | 16ª giornata               |       |
| 26-2-2010  | Worcester – Newcastle      | 13-0  |
| 27-2-2010  | Gloucester – Sale Sharks   | 47-3  |
| 27-2-2010  | Northampton – Leicester    | 19-3  |
| 27-2-2010  | Leeds – Wasps              | 26-10 |
| 28-2-2010  | London Irish – Harlequins  | 29-14 |
| 28-2-2010  | Saracens – Bath            | 14-16 |
|            |                            |       |
|            | 19ª giornata               |       |
| 2-4-2010   | Sale Sharks – Worcester    | 17-3  |
| 3-4-2010   | Harlequins – Newcastle     | 23-14 |
| 3-4-2010   | Leeds – Northampton        | 7-14  |
| 3-4-2010   | Leicester – Bath           | 43-20 |
| 3-4-2010   | Gloucester – Saracens      | 29-28 |
| 4-4-2010   | Wasps – London Irish       | 33-22 |
|            |                            |       |
|            | 22ª giornata               |       |
| 8-5-2010   | Bath – Leeds               | 39-3  |
| 8-5-2010   | Harlequins – Sale Sharks   | 35-20 |
| 8-5-2010   | Leicester – Saracens       | 23-32 |
| 8-5-2010   | London Irish – Northampton | 7-31  |
| 8-5-2010   | Newcastle – Wasps          | 21-25 |
| 8-5-2010   | Worcester – Gloucester     | 22-23 |

|            | 2ª giornata                |       |
| ---------- | -------------------------- | ----- |
| 11-9-2009  | Worcester- Leeds           | 27-7  |
| 12-9-2009  | Bath – Wasps               | 15-17 |
| 12-9-2009  | Saracens – Northampton     | 19-16 |
| 12-9-2009  | Harlequins – Leicester     | 9-15  |
| 13-9-2009  | London Irish – Gloucester  | 40-10 |
| 13-9-2009  | Newcastle – Sale Sharks    | 16-16 |
|            |                            |       |
|            | 5ª giornata                |       |
| 2-10-2009  | Sale Sharks – London Irish | 8-11  |
| 3-10-2009  | Leicester – Worcester      | 19-14 |
| 3-10-2009  | Harlequins – Bath          | 13-11 |
| 4-10-2009  | Leeds – Gloucester         | 10-26 |
| 4-10-2009  | Wasps – Northampton        | 20-15 |
| 4-10-2009  | Newcastle – Saracens       | 15-22 |
|            |                            |       |
|            | 8ª giornata                |       |
| 20-11-2009 | Gloucester – Leicester     | 12-9  |
| 20-11-2009 | Worcester – Bath           | 12-12 |
| 21-11-2009 | Northampton – Harlequins   | 26-17 |
| 22-11-2009 | Leeds – Sale Sharks        | 17-24 |
| 22-11-2009 | Saracens – Wasps           | 11-15 |
| 22-11-2009 | London Irish – Newcastle   | 22-6  |
|            |                            |       |
|            | 11ª giornata               |       |
| 26-12-2009 | Worcester – Northampton    | 6-26  |
| 27-12-2009 | Leicester – Sale Sharks    | 32-6  |
| 27-12-2009 | Bath – Gloucester          | 24-8  |
| 27-12-2009 | London Irish – Saracens    | 23-19 |
| 27-12-2009 | Newcastle – Leeds          | 15-16 |
| 27-12-2009 | Harlequins – Wasps         | 20-21 |
|            |                            |       |
|            | 14ª giornata               |       |
| 13-1-2010  | Gloucester – Harlequins    | 46-6  |
| 13-1-2010  | Northampton – Newcastle    | 25-13 |
| 13-1-2010  | Saracens – Worcester       | 25-20 |
| 14-1-2010  | Leeds – Leicester          | 9-14  |
| 14-1-2010  | London Irish – Bath        | 22-35 |
| 14-1-2010  | Wasps – Sale Sharks        | 22-16 |
|            |                            |       |
|            | 17ª giornata               |       |
| 6-3-2010   | Harlequins – Worcester     | 14-11 |
| 6-3-2010   | Leicester – London Irish   | 35-19 |
| 7-3-2010   | Sale Sharks – Northampton  | 7-15  |
| 7-3-2010   | Leeds – Saracens           | 19-12 |
| 7-3-2010   | Wasps – Gloucester         | 24-19 |
| 7-3-2010   | Newcastle – Bath           | 13-17 |
|            |                            |       |
|            | 20ª giornata               |       |
| 17-4-2010  | Bath – Sale Sharks         | 34-15 |
| 17-4-2010  | Northampton – Gloucester   | 38-23 |
| 17-4-2010  | Worcester – Wasps          | 20-24 |
| 17-4-2010  | Saracens – Harlequins      | 37-18 |
| 18-4-2010  | London Irish – Leeds       | 13-23 |
| 18-4-2010  | Newcastle – Leicester      | 7-31  |

|            | 3ª giornata                |       |
| ---------- | -------------------------- | ----- |
| 18-9-2009  | Sale Sharks – Bath         | 12-25 |
| 19-9-2009  | Gloucester – Northampton   | 14-27 |
| 19-9-2009  | Harlequins – Saracens      | 9-22  |
| 19-9-2009  | Leicester – Newcastle      | 15-6  |
| 20-9-2009  | Leeds – London Irish       | 7-56  |
| 20-9-2009  | Wasps – Worcester Worriors | 23-3  |
|            |                            |       |
|            | 6ª giornata                |       |
| 24-10-2009 | Bath – Newcastle           | 16-27 |
| 24-10-2009 | Northampton – Sale Sharks  | 21-16 |
| 24-10-2009 | Worcester – Harlequins     | 22-26 |
| 24-10-2009 | London Irish – Leicester   | 18-12 |
| 24-10-2009 | Gloucester – Wasps         | 6-35  |
| 25-10-2009 | Saracens – Leeds           | 21-15 |
|            |                            |       |
|            | 9ª giornata                |       |
| 27-11-2009 | Newcastle – Northampton    | 8-28  |
| 27-11-2009 | Worcester – Saracens       | 12-12 |
| 28-11-2009 | Harlequins – Gloucester    | 35-29 |
| 28-11-2009 | Leicester – Leeds          | 39-6  |
| 28-11-2009 | Bath – London Irish        | 0-16  |
| 19-3-2010  | Sale Sharks – Wasps        | 19-8  |
|            |                            |       |
|            | 12ª giornata               |       |
| 1-1-2010   | Sale Sharks – Harlequins   | 21-16 |
| 2-1-2010   | Gloucester – Worcester     | 13-13 |
| 2-1-2010   | Leeds – Bath               | 15-20 |
| 2-1-2010   | Northampton – London Irish | 24-22 |
| 2-1-2010   | Saracens – Leicester       | 15-22 |
| 3-1-2010   | Wasps – Newcastle          | 6-12  |
|            |                            |       |
|            | 15ª giornata               |       |
| 19-2-2010  | Sale Sharks – Leeds        | 10-19 |
| 20-2-2010  | Bath – Worcester           | 37-13 |
| 20-2-2010  | Harlequins – Northampton   | 13-6  |
| 20-2-2010  | Leicester – Gloucester     | 33-11 |
| 20-2-2010  | Newcastle – London Irish   | 12-12 |
| 24-2-2010  | Wasps – Saracens           | 9-0   |
|            |                            |       |
|            | 18ª giornata               |       |
| 27-3-2010  | Bath – Harlequins          | 24-13 |
| 27-3-2010  | Gloucester – Leeds         | 19-0  |
| 27-3-2010  | Worcester – Leicester      | 18-39 |
| 27-3-2010  | Northampton – Wasps        | 14-9  |
| 28-3-2010  | London Irish – Sale Sharks | 38-0  |
| 28-3-2010  | Saracens – Newcastle       | 58-15 |
|            |                            |       |
|            | 21ª giornata               |       |
| 23-4-2010  | Sale Sharks – Newcastle    | 30-32 |
| 24-4-2010  | Gloucester – London Irish  | 34-20 |
| 24-4-2010  | Leicester – Harlequins     | 40-22 |
| 24-4-2010  | Northampton – Saracens     | 27-28 |
| 24-4-2010  | Wasps – Bath               | 19-35 |
| 25-4-2010  | Leeds – Worcester          | 12-10 |

### Classifica
| Pos | Squadra        | G  | V  | N | P  | PF  | PS  | DP   | BMP | Pt |
| --- | -------------- | -- | -- | - | -- | --- | --- | ---- | --- | -- |
| 1   | Leicester      | 22 | 15 | 1 | 6  | 541 | 325 | +216 | 11  | 73 |
| 2   | Northampton    | 22 | 16 | 0 | 6  | 472 | 322 | +150 | 7   | 71 |
| 3   | Saracens       | 22 | 15 | 1 | 6  | 480 | 367 | +113 | 7   | 69 |
| 4   | Bath           | 22 | 12 | 2 | 8  | 450 | 366 | +84  | 9   | 61 |
| 5   | London Wasps   | 22 | 13 | 0 | 9  | 394 | 399 | −5   | 5   | 57 |
| 6   | London Irish   | 22 | 10 | 3 | 9  | 469 | 384 | +85  | 6   | 52 |
| 7   | Gloucester     | 22 | 10 | 1 | 11 | 470 | 457 | +13  | 6   | 48 |
| 8   | Harlequins     | 22 | 9  | 2 | 11 | 420 | 484 | −64  | 6   | 46 |
| 9   | Newcastle      | 22 | 6  | 4 | 12 | 319 | 431 | −112 | 5   | 37 |
| 10  | Leeds Carnegie | 22 | 7  | 1 | 14 | 283 | 493 | −210 | 6   | 36 |
| 11  | Sale Sharks    | 22 | 6  | 1 | 15 | 333 | 495 | −162 | 6   | 32 |
| 12  | Worcester      | 22 | 3  | 4 | 15 | 312 | 420 | −108 | 8   | 28 |

## Play-off
|  | Semifinali | Semifinali  | Semifinali |          |           | Finale    | Finale | Finale |  |
|  |            |             |            |          |           |           |        |        |  |
|  | 1          | Leicester   | 15         |          |           |           |        |        |  |
|  | 1          | Leicester   | 15         |          |           |           |        |        |  |
|  | 4          | Bath        | 6          |          |           |           |        |        |  |
|  | 4          | Bath        | 6          |          | Leicester | Leicester | 33     |        |  |
|  |            |             |            |          | Leicester | Leicester | 33     |        |  |
|  |            |             | Saracens   | Saracens | 27        |           |        |        |  |
|  | 2          | Northampton | Saracens   | Saracens | 27        | 19        |        |        |  |
|  | 2          | Northampton |            |          |           |           |        |        |  |
|  | 3          | Saracens    | 21         |          |           |           |        |        |  |

### Semifinali
| Arbitro: | Wayne Barnes (Gloucester) |

|                           |      |                               |
| Tonga’uiha 40’ Mujati 56’ | mt   | 15’ Goode 47’ Wyles 76’ Brits |
|                           | tr   | 15’, 47’, 76’ Jackson         |
| Myler 6’, 41’, 51’        | c.p. |                               |

| Arbitro: | Chris White (Cheltenham) |

|                               |      |                  |
| Flood 22’, 36’, 59’, 63’, 72’ | c.p. | 11’, 20’ Barkley |

### Finale
| Arbitro: | Dave Pearson (Northumberland) |

| |              | |
| M. Smith 13’ B. Youngs 27’ Hipkiss 76’ | mt           | 17’, 49’ E. Joubert |
| Flood 13’, 27’, 76’ | tr           | 49’ Jackson |
| Flood 3’, 19’, 47’, 57’ | c.p.         | 2’, 9’, 25’, 70’, 75’ Jackson |
| · G. Murphy · S. Hamilton · 68’ M. Smith · Allen · 74’ A. Tuilagi · Flood · B. Youngs · Ayerza · Chuter · 67’ Castrogiovanni · L. Deacon · Parling · Croft · 68’ Moody · Crane | Formazioni   | · Al. Goode · Tagicakibau 57’ · Powell · Barritt · Wyles · Jackson · de Kock 65’ · Agüero 49’ · Brits · P. du Plessis · Borthwick 45’ · Vyvyan · J. Burger · Saull 65’ · E. Joubert |
| · 67’ Cole · 68’ Hipkiss · 68’ Newby · 74’ Staunton | Sostituzioni | · M. Botha 45’ · Gill 49’ · Ratuvou 57’ · Marshall 65’ · Melck 65’ |
| Richard Cockerill | Allenatori   | Brendan Venter |

## Verdetti
- Leicester: Campione d'Inghilterra.
- Leicester, Northampton, Saracens, Bath, London Wasps, London Irish: qualificate alla Heineken Cup 2010-11.
- Gloucester, Harlequins, Newcastle, Leeds Carnegie, Sale Sharks: qualificate alla Challenge Cup 2010-11.
- Worcester: retrocesso in RFU Championship 2010-11.